# Daftendirektour
Daftendirektour est la première tournée du duo français de musique électronique Daft Punk. Cette tournée s'est déroulée de février à décembre 1997.

## Contexte
Pour cette tournée, les Daft Punk ont utilisé l'équipement de leur home studio pour la scène. Comme l'a déclaré Thomas Bangalter, membre du duo, « tout était synchronisé - les boîtes à rythmes, les lignes de basse. Le séquenceur ne faisait qu'envoyer les tempos et contrôler les rythmes et les mesures. Au-dessus de cette structure, nous avons construit toutes ces couches d'échantillons et de parties diverses que nous pouvions intégrer quand nous le voulions ». Peu de vidéos de la tournée ont été publiées. Un clip de "Rollin' & Scratchin'" peut être vu sur D.A.F.T. : A Story About Dogs, Androids, Firemen and Tomatoes. Des éléments du morceau "Alive" peuvent également être entendus lorsqu'il a été joué au Mayan Theater à Los Angeles, en Californie. Le groupe a utilisé plusieurs machines exécutant le logiciel ArKaos (en) dans une configuration visuelle personnalisée.
Daft Punk a sorti un album live, Alive 1997, en 2001, qui contient leur performance au Que Club Birmingham le 8 novembre 1997. L'enregistrement a été sélectionné par les Daft Punk eux-mêmes pour être publié, car ils le considèrent comme leur préféré du Daftendirektour. En 2022, un enregistrement du set complet du Mayan Theater de la tournée a été diffusé en streaming pour promouvoir la réédition de Homework et Alive 1997.